# سيدي الصافي
سيدي الصافي هي إحدى بلديات ولاية عين تموشنت الجزائرية.